# Giulia Angelina
Giulia Angelina (ur. 26 lutego 1997 w Grignasco) – włoska siatkarka, grająca na pozycji przyjmującej.

## Kariera reprezentacyjna
Powoływana do młodzieżowych reprezentacji Włoch. Wywalczyła srebrny medal podczas Mistrzostw Europy Kadetek 2013, w finale przegrywając z reprezentacją Polski 2:3. W seniorskiej reprezentacji zadebiutowała w 2019. W tym samym roku zdobyła srebrny medal podczas 30. edycji letniej uniwersjady.

## Sukcesy klubowe
Superpuchar Polski:
- 2024[9]

## Sukcesy reprezentacyjne
Mistrzostwa Europy Kadetek:
- 2013

Letnia Uniwersjada:
- 2019

## Nagrody indywidualne
- 2024: MVP Superpucharu Polski[9]